# Zimní stadion Benešov
Zimní stadion Benešov je stadion v jihovýchodní části města Benešov, jehož správcem jsou Městská sportovní zařízení Benešov s.r.o. Otevřen byl v roce 1983. Kapacita stadionu je 3 000 diváků (z toho 2 000 k sezení), ovšem na koncerty se sem vejde až 6 000 diváků.
Zimní stadion je s celoročním provozem. Zařízení svou dnešní technickou úrovní a kvalitou ledu odpovídá požadavkům k sehrání zápasů ledního hokeje na ligové úrovni i na úrovní mezistátních reprezentačních družstev.
Stadion díky zvukolamům vyniká svojí výbornou akustikou. V letech 2016-2017 prošel generální rekonstrukcí ledové plochy, šaten, sociálních zařízení, osvětlení a ozvučení.
V budově Zimního stadionu byl v roce 2017 zrekonstruován hotel, který je přímo propojen s restaurací s výhledem na led a konferenčním salónkem. 
Své domácí zápasy zde hraje hokejový klub HC Lev Benešov, stadion je využíván i k veřejnému bruslení. Jde také o domovský stánek Turnaje neregistrovaných hokejistů , hrají se tu i nejrůznější přátelská utkání. 2. srpna 2012 zde například sehrála přátelský zápas HC Sparta Praha s kazachstánským týmem Barys Astana.
Celý komplex sportovišť nabízející kromě ledové plochy i plavecký bazén, posilovnu, travnaté plochy, tenisové kurty, zrcadlový sál i tělocvičnu je ideální k organizování sportovních soustředění. 

## Galerie

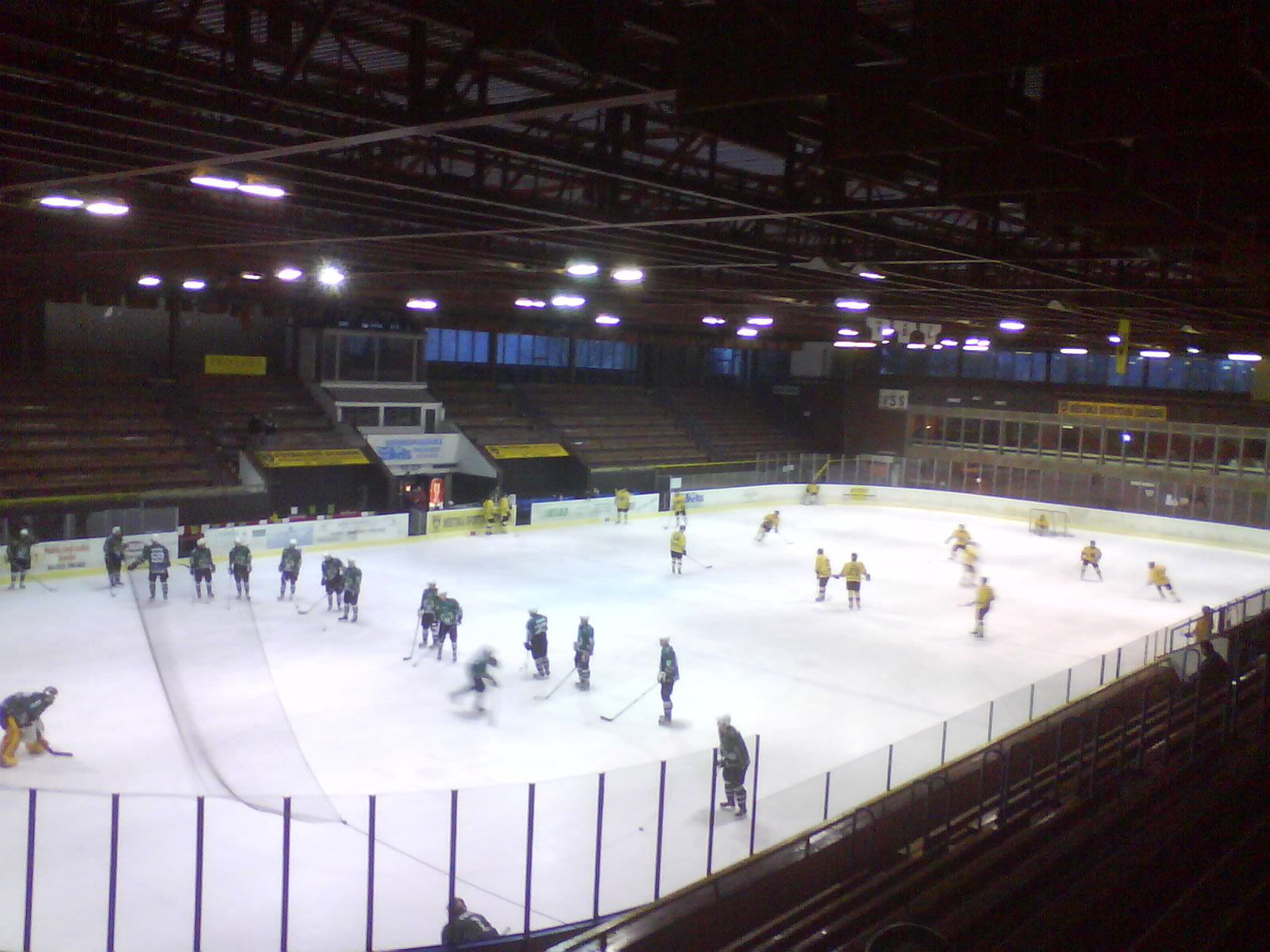
Ledová plocha